# پرورش لاک‌پشت

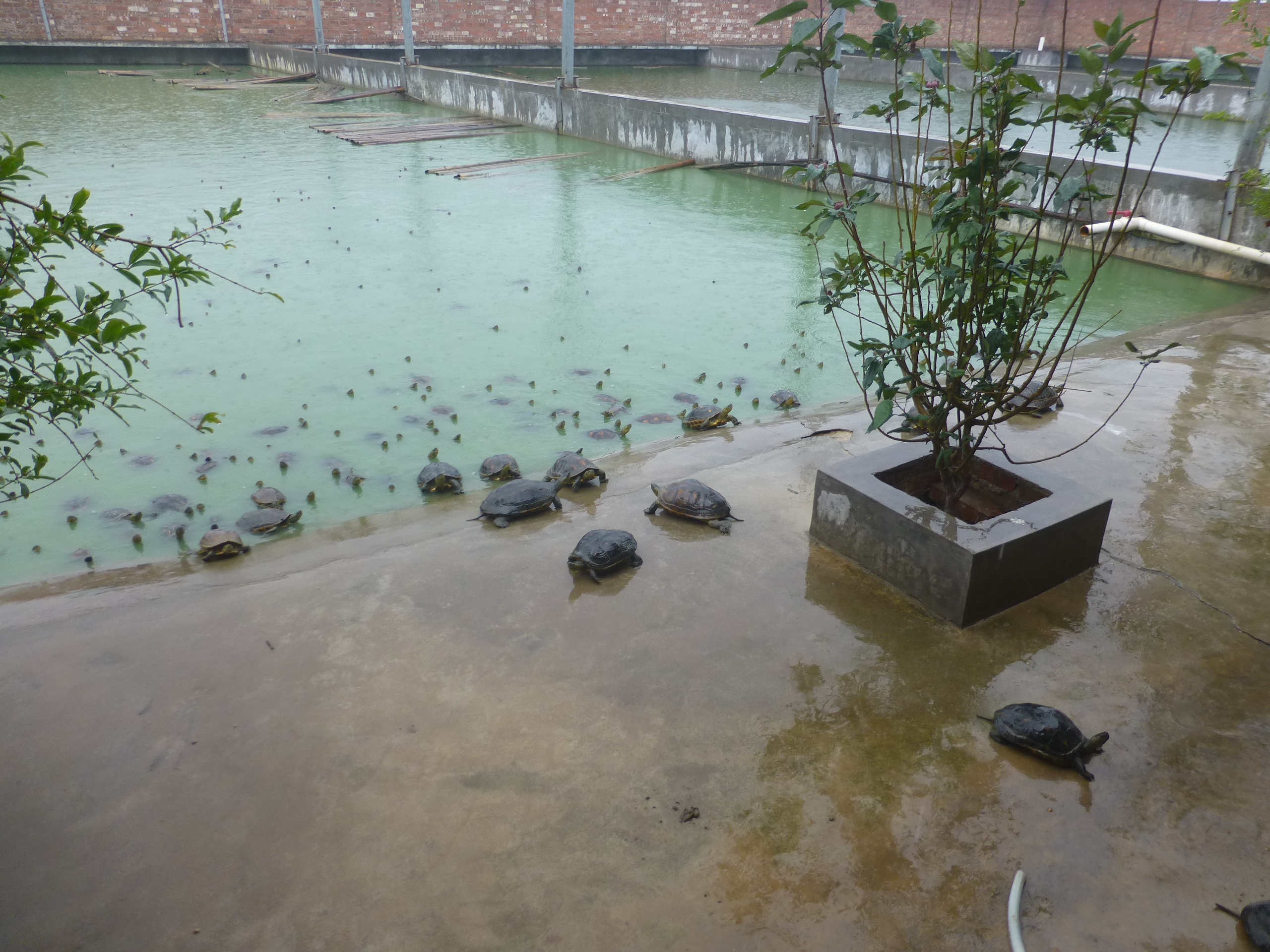
لاک‌پشت‌هایی که از استخر در مزرعه لاک‌پشت‌ها در جنوب چین بیرون می‌آیند، همان‌گونه که صاحب آن با کف زدن آنها را صدا می‌کند.

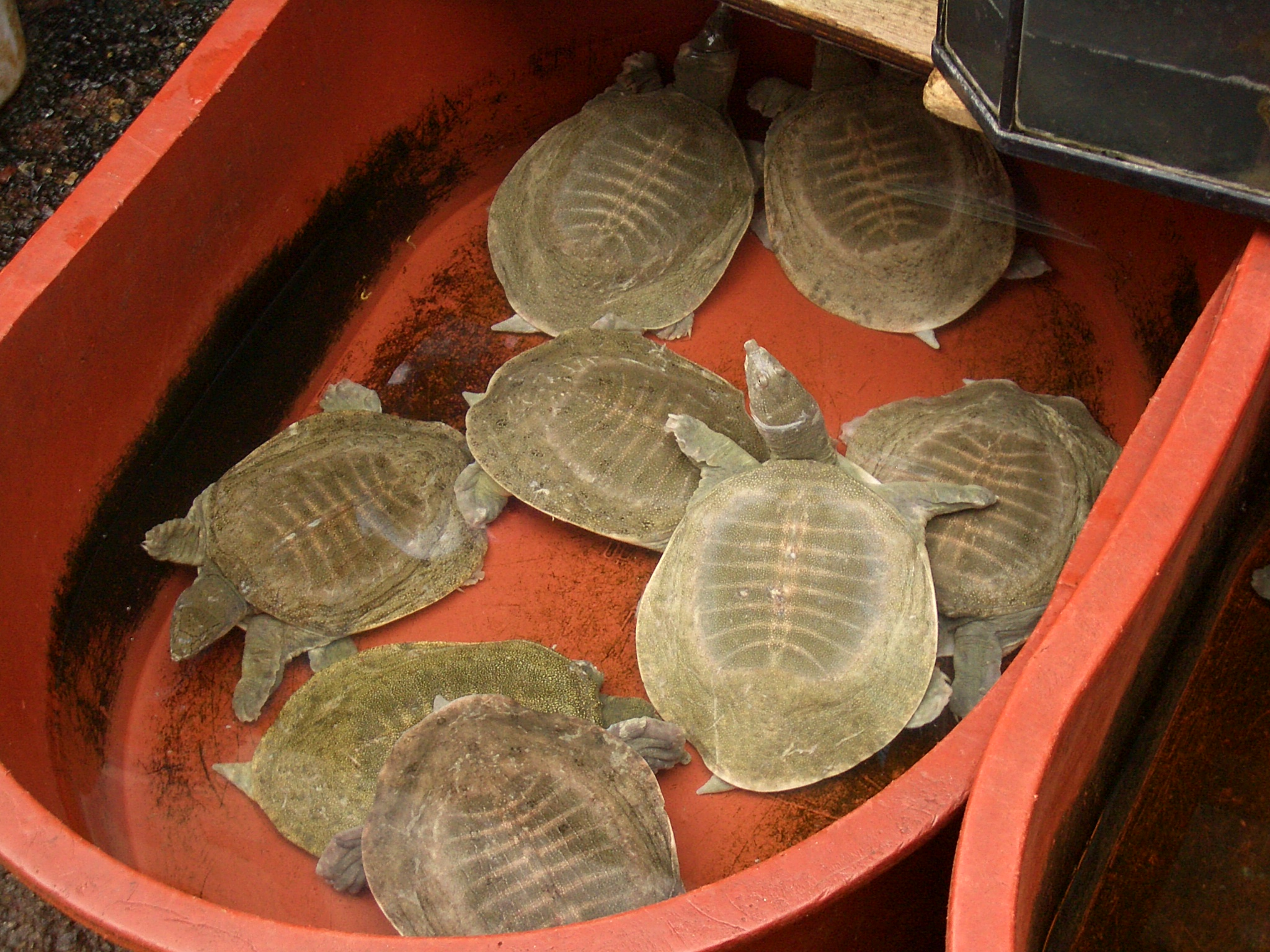
لاک‌پشت نرم چینی رایج‌ترین لاک‌پشت پرورشی در آسیا است.

پرورش لاک‌پشت یا لاک‌پشت‌پروری (به انگلیسی: Turtle farming)، پرورش لاک‌پشت‌های آبی و لاک‌پشت‌های خشکی از گونه‌های مختلف تجاری است. جانوران پرورش‌یافته برای استفاده به عنوان غذای لذیذ، مواد اولیه طب سنتی، یا به عنوان حیوانات خانگی فروخته می‌شوند. برخی از مزارع همچنین جانوران جوان را به مزارع دیگر می‌فروشند، یا به‌عنوان دام پرورشی، یا معمولاً برای بزرگ‌تر شدن در آنجا برای فروش دوباره بعدی نگه می‌دارند.
مزارع لاک‌پشت‌ها عمدتاً لاک‌پشت‌های آب شیرین را پرورش می‌دهند (در درجه اول، لاک‌پشت‌های نرم‌کاسه چینی به عنوان منبع غذایی و لاک‌پشت‌های لغزنده و کوتر برای تجارت حیوانات خانگی). بنابراین، پرورش لاک‌پشت معمولاً به عنوان آبزی‌پروری طبقه‌بندی می‌شود. با این حال، برخی از لاک‌پشت‌های زمینی (مانند Cuora mouhotii) نیز در مزارع برای تجارت حیوانات خانگی پرورش می‌یابند.
اعتقاد بر این است که تنها سه تلاش جدی برای پرورش لاک‌پشت‌های دریایی انجام شده است. تنها یکی از آنها، در جزایر کیمن، به فعالیت خود ادامه می‌دهد. یکی از جزایر تنگه تورس استرالیا پس از چند سال عملیات چندبرابر شد، و یکی در رئونیون به یک آکواریوم عمومی (Kélonia) تبدیل شده است.

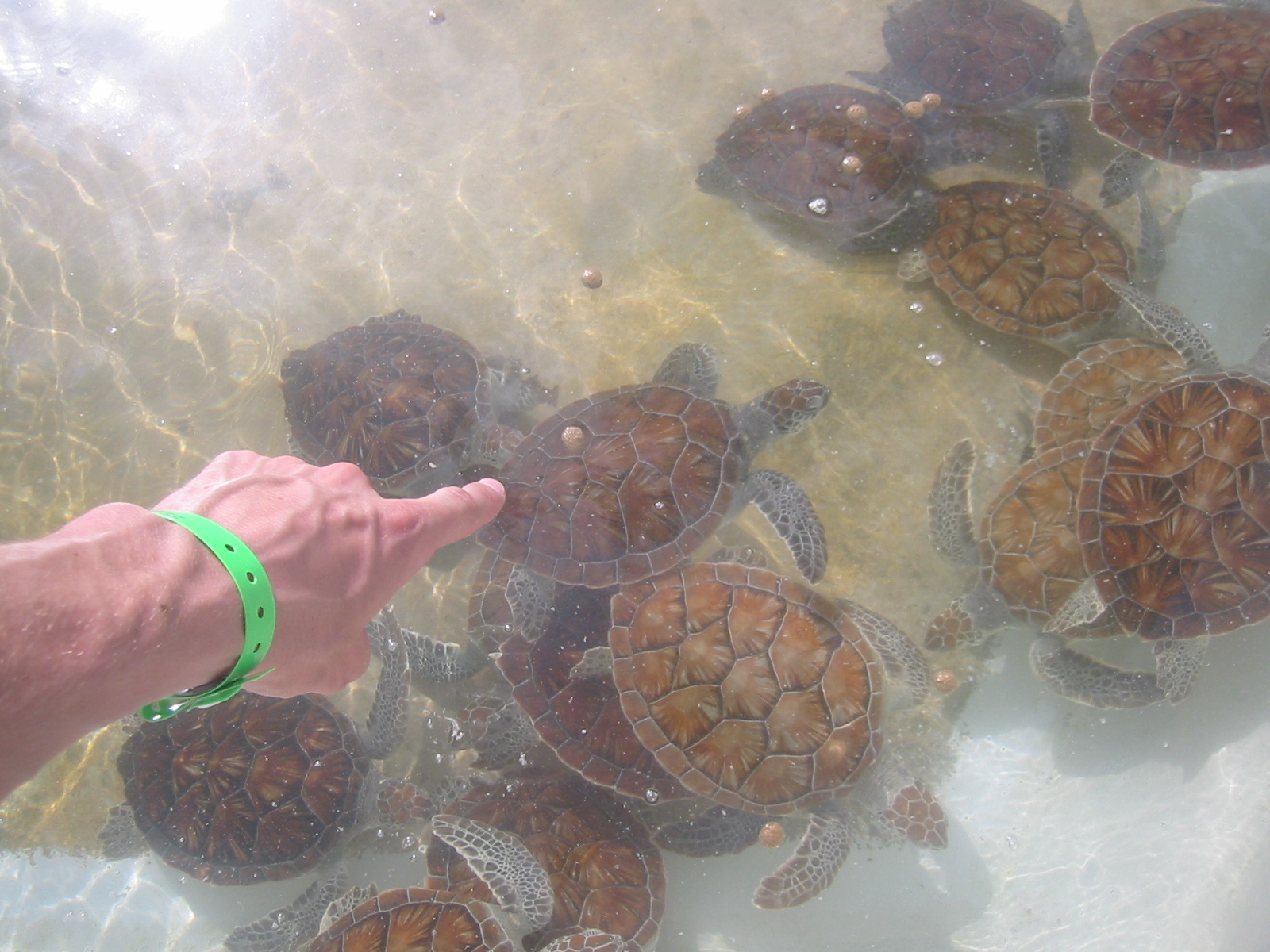
لاک‌پشت‌های دریایی سبز جوان در یک مخزن نوازش در مزرعه لاک‌پشت‌های کیمن